# عنصر مصنوعی

(بنفش) عناصر مصنوعی (عناصری که توسط انسان خلق شده اند.)(تکنسیم نخستین عنصر مصنوعی ساخته شده توسط بشر است)/ (صورتی) عناصر پرتوزا که به صورت طبیعی نادر هستند و معمولاً به صورت مصنوعی تولید می شود. /
(نارنجی و قرمز) عناصر طبیعی که گاهی هم به صورت مصنوعی تولید می شود.

عناصر مصنوعی(به انگلیسی: Synthetic element) به عناصری گفته می‌شود که به طور طبیعی در زمین یافت نمی‌شود و باید به طور مصنوعی ساخته شود. تا به حال ۲۶ عنصر مصنوعی (از عدد اتمی ۹۲ تا ۱۱۸) به عبارت دیگر ۲۲ درصد عناصر جدول تناوبی مصنوعی و ۷۸ درصد دیگر طبیعی هستند. ساخته شده‌اند که تمامی آن‌ها پرتوزا و ناپایدار هستند. نیمه عمر این عناصر از یک سال تا چند میلی ثانیه متغیر است.